# Studzienki (województwo kujawsko-pomorskie)
Studzienki – wieś w Polsce położona w województwie kujawsko-pomorskim, w powiecie nakielskim, w gminie Kcynia.

## Podział administracyjny
W latach 1950–1998 miejscowość administracyjnie należała do województwa bydgoskiego.

## Demografia
Według Narodowego Spisu Powszechnego (III 2011 r.) liczyła 272 mieszkańców. Jest jedenastą co do wielkości miejscowością gminy Kcynia.

## Miejsce pamięci
W miejscowości znajduje się pomnik ku czci poległych powstańców wielkopolskich.